# Čarobnice
Čarobnice (eng. Charmed) je američka televizijska serija koja je trajala punih osam sezona na TV mreži WB. Njen producent je Aaron Spelling, a serija priča priču o tri sestre koje su najmoćnije dobre vještice na svijetu, najpoznatije pod imenom "The Charmed Ones", ali za ostatak ovozemaljskog svijeta poznate su kao sestre Halliwell. Svaka sestra posjeduje jedinstvenu paranormalnu moć koja raste tijekom cijelog njihovog života. Sestre Halliwell žive zajedno u staroj kući, u San Franciscu, koja je pripadala njihovoj baki, također vještici.
Serija je posljednja u svojoj generaciji tada novonastalih paranormalnih serija, kao npr. "Buffy, ubojica vampira", "Angel" i Roswell. Također serija je imala najveću gledanost te mreže u početcima, sve dok se nije emitirala serija Smallville, čiju je premijeru gledalo 8,4 milijuna gledatelja, dok je premijeru "Čarobnica" gledalo 7,7 milijuna gledatelja (epizoda"Something Wicca This Way Comes"). 
U siječnju 2006. emitiranjem epizode "Payback's a Witch", "Čarobnice" su postale najduža serija u povijesti u kojem su glavne uloge bile žene, ali su ih poslije pretekle Kućanice koje su imale dvije epizode više. Serija je s emitiranjem završila 21. svibnja 2006., kad ju je pratilo tek 4,5 milijuna gledatelja.

## Sadržaj serije
Priča o Čarobnicama počinje s tri sestre Halliwell - Prudence "Prue" Halliwell,Piper Halliwell i Phoebe Halliwell, i ponovnom susretu 6 mjeseci nakon smrti njihove bake. Ponovnim useljavanjem u staru rezidenciju u San Franciscu, najmlađa sestra, Phoebe, otkriva staru knjigu,  "Knjigu sjenki" (engl. "Book of Shadows"), na tavanu. Nakon što iz knjige nesvjesno pročita čaroliju, te se pred njom nađu paranormalna bića, uviđa kako ih ona može zaustaviti. Takve okolnosti dovedu sestre do razmišljanja kako su one vještice, čarobnice, te kako je ta tradicija već odavno u njihovoj obitelji, s obzirom na to da su im i majka i baka bile vještice. Prva u obiteljskoj vezi koja je bila vještica jest Melinda Warren, koja je bila živa spaljena na lomači. Prije nego što je umrla, Melinda je predvidjela kako ce svaka nova generacija Warrenovih (kasnije Halliwell) vještica jačati i kako će njihove moći biti sve jače i jače, sve do dolaska triju sestara koje će biti najmoćnije vještice koje je svijet ikad vidio.
Prue Halliwell, najstarija sestra, razvila je moć telekineze, kasnije razvija i moć astralne projekcije. Piper, srednja sestra, ima moć molekularne imobilizacije (zamrzavanja), a kasnije dobiva molekularnu akceleraciju (moć da raznese stvari). Phoebe, najmlađa sestra ima originalnu moć predviđanja budućnosti, kasnije dobiva i moć levitacije i empatije (sposobnost čitanja tuđih osjećaja).
Nakon tragične Pruine smrti, otkriva se nova sestra, najmlađa, Paige Matthews, dijete Patricije "Patty" Halliwell i Sama Wildera, njenog Whitelightera, anđela čuvara za vještice. Pošto je takav odnos u prošlosti bio zabranjen, malu Paige su odveli u sirotište i kasnije je bila posvojena od strane obitelji Matthews. Paigeini biološki roditelji su samo željeli da im se kćer zove na "P" kako bi se nastavila obiteljska tradicija. Od svog biološkog oca, Paige je naslijedila sposobnost orbitacije, a uz to, s Pattyine strane je naslijedila sposobnost prizivanja predmeta (telekinetička orbitracija).
Centralna tema kroz seriju jest sposobnost sestara da održavaju normalan život uz svoje paranormalne sposobnosti. Jako malo ljudi zna za pravu tajnu sestara, a ti ljudi im i pomažu u svakodnevnom životu. Najvažniji je Leo Wyatt, Whitelighter kojeg su Starješine zadužile da čuva i vodi sestre kroz njihove živote. Leo liječi njihove rane, daje im savjete i komunicira sa Starješinama kako bi mogao pomoći sestrama. Također između njega i Piper se rodi ljubav, te nakon nekog vremena postaje njen suprug i otac njenog djeteta.

### Glavni likovi
- Prudence "Prue" Halliwell - (Shannen Doherty) (sezona 1-3)

Rođena je 28. listopada 1970., kao najstarija sestra Halliwell. Rođena je s moći telekineze, a kasnije je dobila i moć astralne projekcije. Snažne volje i inteligentna, uzimala bi probleme u svoje ruke i uvijek bi štitila svoje dvije sestre, Piper i Phoebe. Dok je čuvala svoje dvije sestre nakon smrti njihove majke, naučila je biti odgovorna, i odlučna u svemu što je namjeravala, čak i u uništavanju demona. Nikad nije dopuštala da joj se radni život upliće s privatnim životom. 17. svibnja 2001., u namjeri da spasi nevinu osobu, Prue je žrtvovala svoj život; ubio ju je demon Shax, ubojica kojeg je unajmio Izvor.
- Piper Halliwell - (Holly Marie Combs) (sezona 1-8)

Piper je rođena 7. kolovoza 1973., i bila je srednja sestra sve do Prueine smrti. Njene moći uključuju sposobnost molekularne imobilizacije koja djeluje slično kao zaustavljanje vremena, ali je na molekularnoj razini, a ne temporalnoj. Druga moć je molekularna akceleracija. Uvijek je bila zabrinuta za svoj normalan život, te nije htjela upletati svoje moći u njega, no stvari su ponekad izmicale kontroli. Nakon Pruiene smrti, postala je odgovornija te djevojka s jačim autoritetom. Obožava kuhati, te je tako osnovala i svoj vlastiti klub "P3". Osim toga, gaji ljubav prema svom Whitelighteru, Leu.
- Phoebe Halliwell - (Alyssa Milano) (sezona 1-8)

Phoebe je rođena 2. studenog 1975., kao najmlađa sestra Halliwell. Rođena je s moćima predviđanja budućnosti, koje joj omogućuju da vidi stvari iz prošlosti, ali i stvari iz budućnosti. Kasnije dobiva moć levitacije. Romantična je duša, u početku ima kvrgav odnos s najstarijom sestrom Prue, no postepeno izglade stvari. Njena najveća ljubav je Cole Turner, za kojeg se kasnije saznaje kako je demon, no i on počne osjećati ljudske osjećaje prema njoj.
- Paige Matthews - (Rose McGowan) (sezona 4-8)

Paige je rođena 2. kolovoza 1977., plod je tajne ljubavi između Patricije "Patty" Halliwell i njenog Whitelightera, Samuela Wildera. Paige je kao beba ostavljane ispred vrata sirotišta, te je kasnije posvojena od strane obitelji Matthews, no njeni roditelji u njenim tinejdžerskim godinama poginu u prometnoj nesreći. Paigeina urođena moć je telekineza, ali pošto je dijelom Whitelighter, ima moć telekinetičkog orbitiranja. Paige se sa svojim sestrama, Piper i Phoebe, upoznaje tek u 4. sezoni serije, nakon Pruine tragične smrti.

### Sporedni likovi
- Leo Wyatt - (Brian Krause) (sezona 1-8)

Leo je anđeo čuvar (engl. Whitelighter) sestara Halliwell. Iako mu je zadaća ispočetka bila da čuva i pomaže sestrama, uskoro je započeo romantičnu vezu s Piper. Ima moć iscjeljivanja! U osmoj sezoni postao je čovjek i zajedno s Piper ostario.
- Andy Trudeau - (Ted King) (sezona 1)

Andy je prijatelj sestara Halliwell od njihovog djetinjstva, također je zaljubljen u Prue. Po zanimanju je policajac, te pomaže sestrama, i izravna im je veza s policijom. Andy umire na kraju 1. sezone nakon što strada od napada sila zla.
- Darryl Morris - (Dorian Gregory) (sezona 1-7)

Darryl je Andyjev partner, koji je preuzeo Andyjevu ulogu pomagača sestrama nakon Andyjeve smrti. Čuva leđa sestrama i odlazi u sedmoj sezoni.
- Dan Gordon - (Greg Vaughan) (sezona 2)

Dan se uselio u susjedstvo sestara Halliwell, sa svojom nećakinjom Jenny. Na prvi pogled se zaljubio u Piper, kratko su hodali, no Dan je odustao kada je uvidio kako je Piperina prava ljubav Leo.
- Jenny Gordon - (Karis Paige Bryant) (sezona 2)

Jenny je Danova nećakinja. Budući da publici nije bila zanimljiva, ubrzo je njen lik izbrisan iz scenarija i daljnje radnje.
- Cole Turner - (Julian McMahon) (sezona 3-5)

Cole je Phoebina ljubav, i njen prvi muž. On je poludemon pod imenom Belthazor, koji tijekom godina stječe Izvorove moći. Privremeno je bio čovjek, ali tada je upio Izvorove moči i postao Kralj podzemlja. Pretvorio je Phoebe u Kraljicu podzemlja i ona je nosila njegovo dijete. Pri kraju sezone sestre su ga ubile, ali se vratio u petoj sezoni u kojoj je konačno ubijen. Zadnji put se pojavio u 150. epizodi.
- Chris Halliwell - (Drew Fuller) (sezona 6)

Chris je došao iz budućnosti kako bi pobijedio Titane i kako bi spasio Wyatta od strane zla. Tijekom sezone utvrđeno je da je Chris Piperin sin i Wyattov brat. Iako se čini da je zao, on je ustvari dobar. Umire na kraju sezone od strane Gideona koji ga je ubo bodežom. Pojavio se u finalnoj epizodi baš kao i Wyatt.
- Billie Jenkins - (Kaley Cuoco) (sezona 8)

Billie je Paigeina štićenica i naučnica. Kad je bila mala, njenu je sestru oteo demon i ona je cijeli svoj život posvetila traženju nje te ju je našla u četrnaestoj epizodi osme sezone uz pomoć projekcije. Ona ima moči telekineze i projekcije te sestrama pomaže u borbi protiv zla. Pri kraju osme sezone Christie ju je uvjerila da su sestre Halliwell zle i njih dvije su ih htjele ubiti, ali Billie je shvatila da ona radi s Trijadom te ju je ubila.

## Uloge
- Holly Marie Combs kao Piper Halliwell (sezona 1-8)
- Allysa Milano kao Phoebe Halliwell (sezona 1-8)
- Rose McGowan kao Paige Matthews (sezona 4-8)
- Shannen Doherty kao Prudence Halliwell (sezona 1-3)
- Brian Krause kao Leo Wyatt (sezona 1-7; 8)
- Dorian Gregory kao Darryl Morris (sezona 1-7)
- Julian McMahon kao Cole Turner (sezona 3-5)
- T.W. King kao Andrew "Andy" Trudeau (sezona 1)
- Greg Vaughan kao Dan Gordon (sezona 2)
- Karis Paige Bryant kao Jennifer "Jenny" Gordon (sezona 2)
- Drew Fuller kao Chris Perry (sezona 6)
- Kaley Cuoco kao Billie Jenkins (sezona 8)
- Marnette Patterson kao Christy Jenkins (sezona 8)
- Ivan Sergei kao Henry Mitchell (sezona 8)